# برادروپ
برادروپ (به آلمانی: Braderup) یک شهر در آلمان است که در نوردفرایسلند واقع شده‌است. برادروپ ۶۸۵ نفر جمعیت دارد.